# Campeonato Africano das Nações de 2002
O Campeonato Africano das Nações de 2002 foi a 23.ª edição do Campeonato Africano das Nações. Ocorreu entre 19 de janeiro e 10 de fevereiro de 2002 no Mali.
A Seleção Camaronesa de Futebol sagrou-se campeã do principal torneio disputado entre as seleções africanas pela 4.ª vez em sua história e logou alcançar um bicampeonato consecutivo por também ter vencido a edição anterior em 2000.

## Escolha do país-sede
Durante a realização da edição de 1998, dirigentes das federações nacionais filiadas à Confederação Africana de Futebol reuniram-se em Uagadugu, capital de Burquina Fasso, país-sede do torneio naquele ano, para eleger o país-sede da edição seguinte do Campeonato Africano das Nações. Ao todo, 5 países apresentaram oficialmente candidaturas, sendo eles:
- Argélia
- Botswana
- Egito
- Etiópia
- Mali

Em 7 de fevereiro de 1998, os resultados da votação foram divulgados e a candidatura de Mali foi a mais votada, o que lhe garantiu pela 1.ª vez na história a responsabilidade de sediar a competição em 2002.

## Sedes oficiais
| Bamaco                 | Bamaco               | Segu               | Bamaco Segu Sicasso Mopti Caies | Sicasso                | Mopti                 | Caies                            |
| Estádio do 26 de Março | Estádio Modibo Keïta | Estádio Amary Daou | Bamaco Segu Sicasso Mopti Caies | Estádio Babemba Traoré | Estádio Barema Bocoum | Estádio Abdoulaye Makoro Cissoko |
| Capacidade: 55 000     | Capacidade: 35 000   | Capacidade: 30 000 | Bamaco Segu Sicasso Mopti Caies | Capacidade: 15 000     | Capacidade: 15 000    | Capacidade: 15 000               |
|                        |                      |                    | Bamaco Segu Sicasso Mopti Caies |                        |                       |                                  |

## Seleções classificadas

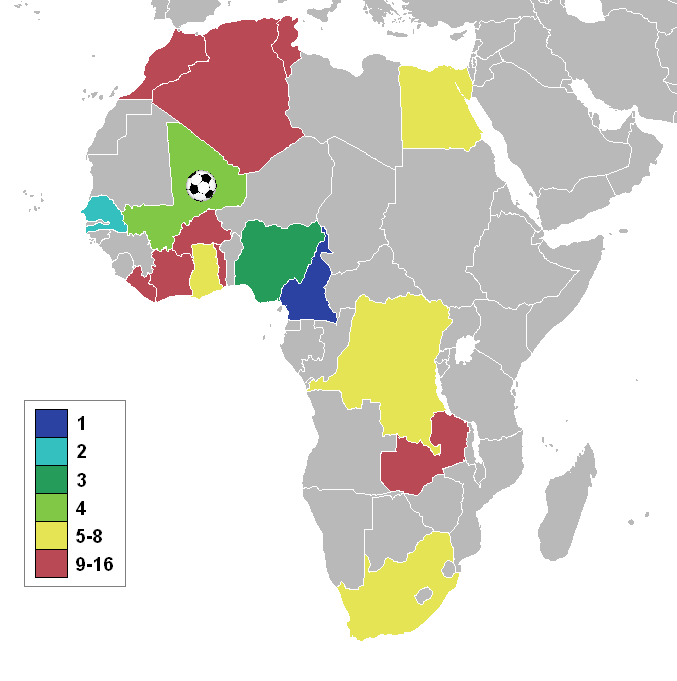
Infográfico com o desempenho das seleções africanas na CAN 2002

| Seleção         | Classificado como                            | Data da classificação | Participações anteriores | Melhor resultado                         |
| --------------- | -------------------------------------------- | --------------------- | ------------------------ | ---------------------------------------- |
| Mali            | País-sede                                    | –                     | 2 vezes                  | Vice-campeão (1972)                      |
| Camarões        | Atuais campeões                              | –                     | 11 vezes                 | Tricampeão (1984, 1988 e 2000)           |
| Nigéria         | Classificados pelo Grupo 1 das Eliminatórias | 16 de julho de 2001   | 11 vezes                 | Bicampeã (1980 e 1994)                   |
| Zâmbia          | Classificados pelo Grupo 1 das Eliminatórias | 16 de julho de 2001   | 10 vezes                 | Vice-campeã (1974 e 1994)                |
| Libéria         | Classificados pelo Grupo 2 das Eliminatórias | 17 de julho de 2001   | 1 vez                    | Fase de grupos (1996)                    |
| África do Sul   | Classificados pelo Grupo 2 das Eliminatórias | 17 de julho de 2001   | 3 vezes                  | Campeã (1996)                            |
| Marrocos        | Classificados pelo Grupo 3 das Eliminatórias | 16 de julho de 2001   | 9 vezes                  | Campeão (1976)                           |
| Tunísia         | Classificados pelo Grupo 3 das Eliminatórias | 17 de julho de 2001   | 9 vezes                  | Vice-campeã (1965 e 1996)                |
| Argélia         | Classificados pelo Grupo 4 das Eliminatórias | 17 de julho de 2001   | 11 vezes                 | Campeã (1990)                            |
| Burquina Fasso  | Classificados pelo Grupo 4 das Eliminatórias | 17 de julho de 2001   | 4 vezes                  | 4.º lugar (1998)                         |
| Togo            | Classificados pelo Grupo 5 das Eliminatórias | 17 de julho de 2001   | 4 vezes                  | Fase de grupos (1972, 1984, 1998 e 2000) |
| Senegal         | Classificados pelo Grupo 5 das Eliminatórias | 17 de julho de 2001   | 7 vezes                  | 4.º lugar (1965 e 1990)                  |
| Gana            | Classificados pelo Grupo 6 das Eliminatórias | 17 de julho de 2001   | 13 vezes                 | Tetracampeão (1963, 1965, 1978 e 1982)   |
| RD Congo        | Classificados pelo Grupo 6 das Eliminatórias | 17 de julho de 2001   | 12 vezes                 | Bicampeã (1968 e 1974)                   |
| Egito           | Classificados pelo Grupo 7 das Eliminatórias | 17 de julho de 2001   | 17 vezes                 | Tetracampeão (1957, 1959, 1986 e 1998)   |
| Costa do Marfim | Classificados pelo Grupo 7 das Eliminatórias | 17 de julho de 2001   | 14 vezes                 | Campeão (1992)                           |

## Fase de grupos

### Grupo A
| Seleção | PG | J | V | E | D | GP | GC | SG |
| ------- | -- | - | - | - | - | -- | -- | -- |
| Nigéria | 7  | 3 | 2 | 1 | 0 | 2  | 0  | +2 |
| Mali    | 5  | 3 | 1 | 2 | 0 | 3  | 1  | +2 |
| Libéria | 2  | 3 | 0 | 2 | 1 | 3  | 4  | -1 |
| Argélia | 1  | 3 | 0 | 1 | 2 | 2  | 5  | -3 |

| Seleção 1 | Resultado | Seleção 2 |
| --------- | --------- | --------- |
| Mali      | 1 – 1     | Libéria   |
| Argélia   | 0 – 1     | Nigéria   |
| Mali      | 0 – 0     | Nigéria   |
| Libéria   | 2 – 2     | Argélia   |
| Mali      | 2 – 0     | Argélia   |
| Libéria   | 0 – 1     | Nigéria   |

### Grupo B
| Seleção        | PG | J | V | E | D | GP | GC | SG |
| -------------- | -- | - | - | - | - | -- | -- | -- |
| África do Sul  | 5  | 3 | 1 | 2 | 0 | 3  | 1  | +2 |
| Gana           | 5  | 3 | 1 | 2 | 0 | 2  | 1  | +1 |
| Marrocos       | 4  | 3 | 1 | 1 | 1 | 3  | 4  | -1 |
| Burquina Fasso | 1  | 3 | 0 | 1 | 2 | 2  | 4  | -2 |

| Seleção 1      | Resultado | Seleção 2      |
| -------------- | --------- | -------------- |
| África do Sul  | 0 – 0     | Burquina Fasso |
| Marrocos       | 0 – 0     | Gana           |
| África do Sul  | 0 – 0     | Gana           |
| Burquina Fasso | 1 – 2     | Marrocos       |
| África do Sul  | 3 – 1     | Marrocos       |
| Burquina Fasso | 1 – 2     | Gana           |

### Grupo C
| Seleção         | PG | J | V | E | D | GP | GC | SG |
| --------------- | -- | - | - | - | - | -- | -- | -- |
| Camarões        | 9  | 3 | 3 | 0 | 0 | 5  | 0  | +5 |
| RD Congo        | 4  | 3 | 1 | 1 | 1 | 3  | 2  | +1 |
| Togo            | 2  | 3 | 0 | 2 | 1 | 0  | 3  | -3 |
| Costa do Marfim | 1  | 3 | 0 | 2 | 1 | 1  | 4  | -3 |

| Seleção 1 | Resultado | Seleção 2       |
| --------- | --------- | --------------- |
| Camarões  | 1 – 0     | RD Congo        |
| Togo      | 0 – 0     | Costa do Marfim |
| Camarões  | 1 – 0     | Costa do Marfim |
| RD Congo  | 0 – 0     | Togo            |
| Camarões  | 3 – 0     | Togo            |
| RD Congo  | 3 – 1     | Costa do Marfim |

### Grupo D
| Seleção | PG | J | V | E | D | GP | GC | SG |
| ------- | -- | - | - | - | - | -- | -- | -- |
| Senegal | 7  | 3 | 2 | 1 | 0 | 2  | 0  | +2 |
| Egito   | 6  | 3 | 2 | 0 | 1 | 3  | 2  | +1 |
| Tunísia | 2  | 3 | 0 | 2 | 1 | 0  | 1  | -1 |
| Zâmbia  | 1  | 3 | 0 | 2 | 1 | 1  | 3  | -2 |

| Seleção 1 | Resultado | Seleção 2 |
| --------- | --------- | --------- |
| Egito     | 0 – 1     | Senegal   |
| Zâmbia    | 0 – 0     | Tunísia   |
| Egito     | 1 – 0     | Tunísia   |
| Senegal   | 1 – 0     | Zâmbia    |
| Egito     | 2 – 1     | Zâmbia    |
| Senegal   | 0 – 0     | Tunísia   |

## Mata-mata
|  | Quartas-de-final         | Quartas-de-final        |                          |       | Semifinais     | Semifinais     |  |  | Final | Final |
|  |                          |                         |                          |       |                |                |  |  |       |       |
|  | 3 de fevereiro – Bamaco  |                         |                          |       |                |                |  |  |       |       |
|  |                          |                         |                          |       |                |                |  |  |       |       |
|  | Nigéria                  | 1                       |                          |       |                |                |  |  |       |       |
|  | Nigéria                  | 1                       | 7 de fevereiro – Bamaco  |       |                |                |  |  |       |       |
|  | Gana                     | 0                       |                          |       |                |                |  |  |       |       |
|  | Gana                     | 0                       | Nigéria                  | 1     |                |                |  |  |       |       |
|  | 4 de fevereiro – Bamaco  |                         | Nigéria                  | 1     |                |                |  |  |       |       |
|  |                          | Senegal (pro)           | 2                        |       |                |                |  |  |       |       |
|  | Senegal                  | Senegal (pro)           | 2                        | 2     |                |                |  |  |       |       |
|  | Senegal                  |                         | 10 de fevereiro – Bamaco | 2     |                |                |  |  |       |       |
|  | RD Congo                 | 0                       |                          |       |                |                |  |  |       |       |
|  | RD Congo                 | 0                       | Senegal                  | 0 (2) |                |                |  |  |       |       |
|  | 3 de fevereiro – Caies   |                         | Senegal                  | 0 (2) |                |                |  |  |       |       |
|  |                          | Camarões (d.p.)         | 0 (3)                    |       |                |                |  |  |       |       |
|  | África do Sul            | Camarões (d.p.)         | 0 (3)                    | 0     |                |                |  |  |       |       |
|  | África do Sul            | 7 de fevereiro – Bamaco |                          | 0     |                |                |  |  |       |       |
|  | Mali                     | 2                       |                          |       |                |                |  |  |       |       |
|  | Mali                     | 2                       | Mali                     | 0     |                |                |  |  |       |       |
|  | 4 de fevereiro – Sicasso |                         | Mali                     | 0     |                |                |  |  |       |       |
|  |                          | Camarões                | 3                        |       | Terceiro lugar | Terceiro lugar |  |  |       |       |
|  | Camarões                 | Camarões                | 3                        | 1     | Terceiro lugar | Terceiro lugar |  |  |       |       |
|  | Camarões                 |                         | 9 de fevereiro – Mopti   | 1     |                |                |  |  |       |       |
|  | Egito                    | 0                       |                          |       |                |                |  |  |       |       |
|  | Egito                    | 0                       | Nigéria                  | 1     |                |                |  |  |       |       |
|  |                          |                         |                          |       |                |                |  |  |       |       |
|  | Mali                     | 0                       |                          |       |                |                |  |  |       |       |
|  | Mali                     | 0                       |                          |       |                |                |  |  |       |       |

| Campeonato Africano das Nações de 2002 |
| -------------------------------------- |
| Camarões Campeão (4.º título)          |